# Catarina Wallenstein
Catarina de Lemos Wallenstein Teixeira, conocida artísticamente como Catarina Wallenstein (Londres, 1986) es una actriz, dobladora, presentadora de televisión portuguesa.

## Biografía
Nacida en Londres, siendo niña, viaja y se instala con su familia en Lisboa. Es hija de Pedro Franco Wallenstein Teixeira (5 de septiembre de 1955), que fue contrabajista de la Orquesta Sinfónica Portuguesa, y de la cantante lírica, Lúcia de Castro Cardoso de Lemos (tía de Margarida Rebelo Pinto y bisnieta de Afonso Costa), integrando el coro de la Fundación Musical de los Amigos de los Niños, donde también estudió violoncelo y canto coral. La misma Fundación la llevó a participar en los elencos de ópera para niños como Tosca, La Bohème, Carmen, en el Teatro Nacional de São Carlos. Por el lado paterno, es nieta del poeta y actor Carlos Wallenstein, y sobrina del actor José Wallenstein. Su hermano Tomás nació en 1988.
Concurrió al Lyceé Français Charles Lepierre, donde frecuentaba el atelier de teatro, que la llevaría al Instituto Franco-Portugués con las piezas Sonho de Uma Noite de Verão, de William Shakespeare, y O Equívoco, de Albert Camus.
En 2004, llegó a la televisión, integrando el elenco de Só Gosto de Ti, una miniserie de seis episodios exhibida en la SIC. 
En 2005, participó en la serie infantojuvenil Uma Aventura, y apareció en el largometraje Fin de curso, de Miguel Marti. Y al año siguiente marca su presencia en el cortometraje Sitiados, de Mariana Gaivão (2006) y en el telefilme Glória, de José Nascimento. A partir de ahí se divide entre el cine y la televisión. Integró el elenco de las series Nome de Código: Sintra (2007), Conta-me Como Foi (2007), A Vida Privada de Salazar (2009), Mistérios de Lisboa (2010) y, más recientemente, Destino Imortal (2010). En el cine, tuvo una corta participación en Après Lui, de Gaël Morel (2007), donde actúa con Catherine Deneuve, Lobos, de José Nascimento (2007), Um Amor de Perdição, de Mário Barroso (2008) y Singularidades de Uma Rapariga Loura, de Manoel de Oliveira (2009).
Obtuvo una licenciatura en Teatro, ramo de Actores de la Escuela Superior de Teatro y Cine, y estudia desde 2008 en París, donde frecuenta el Conservatoire national supérieur d'art dramatique.
Fue ganadora de la primera edición del Premio L'Oréal París — Joven Talento, en el European Film Festival, de 2007, realizado en Estoril.

## Filmografía

### Televisión
- 2004: Só Gosto de Ti (SIC): Maria (elenco principal)
- 2005: Uma Aventura (SIC): Inês (participación)
- 2006: Glória (RTP1): Tânia (elenco principal)
- 2007: Nome de Código: Sintra (RTP1): Inês Silveira (elenco principal)
- 2007: Conta-me Como Foi (RTP1): Françoise (elenco principal)
- 2009: A Vida Privada de Salazar (SIC): Júlia Perestrelo (coprotagonista)
- 2010: Destino Imortal (TVI): Sofia (protagonista)
- 2010: Espírito Indomável (TVI): Teresa Monteiro Castro (1990) (participación)
- 2013: Depois do Adeus (RTP1): Ana Maria Mendonça (co--protagonista)
- 2014: Os Maias: Cenas da Vida Romântica (como Maria Monforte)
- 2015: Santa Bárbara (TVI): Júlia Montemor (coprotagonista)
- 2019: A Teia (TVI): Julie Walker (antagonista de la 2ª temporada)

### Cine
- 2005: Fin de Curso (como Isabelle)
- 2006: Sitiados (como Diana) [cortometraje]
- 2007: Après Lui (como Maria)
- 2007: Lobos (como Vanessa)
- 2008: Um Amor de Perdição (como Mariana da Cruz)
- 2009: Singularidades de uma Rapariga Loura (como Luísa)
- 2010: Filme do Desassossego (como Educadora Sentimental)
- 2010: Mistérios de Lisboa (como Condessa de Arosa)
- 2011: Respira de Philip Rylatt y Telmo Vicente [cortometraje]
- 2011: Redenção de André Santos Luís y Miguel Lopes Rodrigues [cortometraje]
- 2011: O Legado do Pai de António Aleixo y Fábio Vicente [cortometraje]
- 2012: A Moral Conjugal de Artur Serra Araújo
- 2012: The Knot (como Pollyanna)
- 2013: La jaula dorada (como cantora de fado)
- 2017: Peregrinação (como D. Maria Correia de Brito)
- 2018: O Caderno Negro (como Concettina)
- 2018: Quantas Vezes Tem Sonhado Comigo? de Júlia Buisel [cortometraje]
- 2018: Raiva (como Lina Sobral)
- 2019: Tragam-me a cabeça de Carmen M. (como Ana) de Felipe Bragança y Catarina Wallenstein

## Doblaje
- MegaMind - Roxanne

## Premios y galardones
- 2009: Globos de Oro, mejor actriz por Lobos.[1]